# 니시아고촌
니시아고촌(西安居村)은 후쿠이현 뉴군에 있던 촌이다. 현재의 후쿠이시 남서부, 후쿠이시 스포츠파크 야구장 주변에서 서쪽 일대에 해당한다.

## 역사
- 1889년 4월 1일 - 정촌제 시행에 의해 11개 촌의 구역을 가지고 니시아고촌이 성립하였다.
- 1954년 8월 1일 - 후쿠이시에 편입해, 동일 니시아고촌은 폐지되었다.

## 참고문헌
- 가도카와 일본 지명 대사전 18 福井県